# Roland Günther
Roland Günther (Zwingenberg, 11 de diciembre de 1962) es un deportista alemán que compitió para la RFA en ciclismo en la modalidad de pista, especialista en las pruebas de persecución por equipos.
Participó en los Juegos Olímpicos de Los Ángeles 1984, obteniendo una medalla de bronce en la prueba de persecución por equipos (junto con Reinhard Alber, Rolf Gölz y Michael Marx).
Ganó tres medallas en el Campeonato Mundial de Ciclismo en Pista entre los años 1982 y 1985, y tres medallas en el Campeonato Europeo de Madison entre los años 1987 y 1990.

## Medallero internacional
| Juegos Olímpicos   | Juegos Olímpicos             | Juegos Olímpicos  | Juegos Olímpicos            |
| Año                | Lugar                        | Medalla           | Competición                 |
| ------------------ | ---------------------------- | ----------------- | --------------------------- |
| 1984               | Los Ángeles (Estados Unidos) | Medalla de bronce | Persecución por equipos     |
| Campeonato Mundial |                              |                   |                             |
| Año                | Lugar                        | Medalla           | Competición                 |
| 1982               | Leicester (Reino Unido)      | Medalla de plata  | Persecución por equipos (A) |
| 1983               | Zúrich (Suiza)               | Medalla de oro    | Persecución por equipos (A) |
| 1985               | Bassano (Italia)             | Medalla de bronce | Persecución individual (A)  |
| Campeonato Europeo |                              |                   |                             |
| Año                | Lugar                        | Medalla           | Competición                 |
| 1987               | Zúrich (Suiza)               | Medalla de oro    | Madison                     |
| 1988               | Copenhague (Dinamarca)       | Medalla de plata  | Madison                     |
| 1990               | Grenoble (Francia)           | Medalla de bronce | Madison                     |

1. 1 2 3  Campeonato Europeo realizado sólo para la disciplina de madison.